# Монеты евро Нидерландов
Монеты евро Нидерландов — современные денежные знаки Нидерландов. На национальной стороне монет евро изображён стилизованный профиль королевы Нидерландов Беатрикс (как и на монетах национальной валюты до введения евро). По гурту монет в два евро идёт надпись на голландском: «God zij met ons» («С нами Бог»).
В Нидерландах, до введения евро, пользовались гульденами, ранее также называвшимися «флоринами» (отсюда международное сокращение — NFL). Гульдены на данный момент больше не принимаются ни при наличных расчётах, ни в банках, представляя исключительно нумизматический интерес.

## Дизайн национальной стороны

### Первая серия 1999 — 2013
| 1 Евроцент                          | 2 Евроцента   | 5 Евроцентов     |
| ----------------------------------- | ------------- | ---------------- |
|                                     |               |                  |
| Портрет королевы Беатрикс в профиль |               |                  |
| 10 Евроцентов                       | 20 Евроцентов | 50 Евроцентов    |
|                                     |               |                  |
| Портрет королевы Беатрикс в профиль |               |                  |
| 1 Евро                              | 2 Евро        | Гурт монеты в €2 |
|                                     |               | (Бог с нами).    |
| Портрет королевы Беатрикс в профиль |               |                  |

На представленных выше монетах стоит дата их изготовления 1999 год, введены в оборот они были позже, в 2002 году. В данный момент в обращении находятся все монеты еврокомплекта, но при наличных расчётах происходит округление в сторону ближайших 5 центов (например, вместо 22 центов надо платить 20, а вместо 73 — 75). Это обусловлено как местной традицией, так и общепризнанным неудобством мелких монет для населения.

### Вторая серия 2014 — н.в.
| 1 Евроцент                                  | 2 Евроцента   | 5 Евроцентов     |
| ------------------------------------------- | ------------- | ---------------- |
|                                             |               |                  |
| Портрет короля Виллема-Александра в профиль |               |                  |
| 10 Евроцентов                               | 20 Евроцентов | 50 Евроцентов    |
|                                             |               |                  |
| Портрет короля Виллема-Александра в профиль |               |                  |
| 1 Евро                                      | 2 Евро        | Гурт монеты в €2 |
|                                             |               | (Бог с нами).    |
| Портрет короля Виллема-Александра в профиль |               |                  |

## Тираж
| Номинал | €0,01       | €0,02       | €0,05       | €0,10       | €0,20      | €0,50      | €1,00      | €2,00       |
| ------- | ----------- | ----------- | ----------- | ----------- | ---------- | ---------- | ---------- | ----------- |
| 1999    | 47 800 000  | 109 000 000 | 213 000 000 | 149 700 000 | 86 500 000 | 99 600 000 | 63 500 000 | 9 900 000   |
| 2000    | 276 800 000 | 122 000 000 | 184 200 000 | 156 700 000 | 67 500 000 | 87 000 000 | 62 800 000 | 24 400 000  |
| 2001    | 179 300 000 | 145 800 000 | 205 900 000 | 193 500 000 | 97 600 000 | 94 500 000 | 67 900 000 | 140 500 000 |
| 2002    | 800 000     | 53 100 000  | 900 000     | 800 000     | 51 200 000 | 80 900 000 | 20 100 000 | 37 200 000  |
| 2003    | 58 100 000  | 151 200 000 | 1 400 000   | 1 200 000   | 58 200 000 | 1 200 000  | 1 400 000  | 1 200 000   |
| 2004    | 113 900 000 | 115 700 000 | 400 000     | 400 000     | 20 500 000 | 300 000    | 300 000    | 300 000     |
| 2005    | 400 000     | 400 000     | 80 400 000  | 300 000     | 300 000    | 300 000    | 200 000    | 200 000     |
| 2006    | 200 000     | 200 000     | 60 100 000  | 100 000     | 100 000    | 100 000    | 100 000    | 100 000     |
| 2007    | 200 000     | 200 000     | 78 600 000  | 200 000     | 200 000    | 200 000    | 100 000    | 100 000     |
| 2008    | 200 000     | 200 000     | 74 700 000  | 100 000     | 100 000    | 100 000    | 100 000    | 100 000     |
| 2009    | 200 000     | 200 000     | 40 200 000  | 200 000     | 200 000    | 200 000    | 100 000    | 100 000     |
| 2010    | 200 000     | 200 000     | 40 100 000  | 100 000     | 100 000    | 100 000    | 100 000    | 100 000     |
| 2011    | 300 000     | 300 000     | 20 300 000  | 200 000     | 200 000    | 200 000    | 200 000    | 200 000     |
| 2012    | 400 000     | 200 000     | 10 500 000  | 200 000     | 200 000    | 200 000    | 200 000    | 200 000     |
| 2013    | 200 000     | 200 000     | 26 200 000  | 200 000     | 200 000    | 200 000    | 100 000    | 100 000     |
| 2014    | 530 000     | 530 000     | 30 000 000  | 5 000 000   | 5 000 000  | 5 000 000  | 5 000 000  | 9 000 000   |
| 2015    | 400 000     | 400 000     | 55 400 000  | 400 000     | 400 000    | 400 000    | 300 000    | 325 000     |
| 2016    | 400 000     | 400 000     | 70 400 000  | 400 000     | 30 400 000 | 400 000    | 300 000    | 300 000     |
| 2017    | 100 000     | 100 000     | 63 100 000  | 20 300 000  | 100 000    | 100 000    | 100 000    | 100 000     |

## Памятные и коллекционные монеты

### Памятные монеты
| 2007 — Монета серии «50-летие подписания Римского договора» | 2009 — Монета серии «10 лет Экономическому и валютному союзу»                  | 2011 — 500 лет издания книги «Похвала глупости» Эразма Роттердамского |
| ----------------------------------------------------------- | ------------------------------------------------------------------------------ | --------------------------------------------------------------------- |
|                                                             |                                                                                |                                                                       |
| 2012 — Монета серии ««10 лет наличному обращению евро»»     | 2013 — Объявление королевы Беатрикс о смене трона принцем Виллемом-Александром | 2013 — 200-летие Королевства Нидерландов                              |
|                                                             |                                                                                |                                                                       |

### Коллекционные монеты
Помимо серии памятных монет, Нидерландский банк выпускает серию коллекционных монет номиналом €10 и €5. Однако эти монеты имеют хождение только в Нидерландах и не могут быть использованы в качестве законного платёжного средства в других странах Еврозоны. Но даже в Нидерландах такие монеты редко встречаются в обращении, так как практически сразу же после выпуска попадают в частные коллекции. Некоторые из монет были отчеканены из серебра и золота и стоили больше своего номинала. Всего с 2002 по 2007 год было выпущено 7 монет номиналом €5 и 3 монеты номиналом €10.